# Vittorio di Sant'Albino
Vittorio Righini di Sant'Albino (Torino, 24 agosto 1787 – Torino, 11 aprile 1865) è stato un lessicografo italiano ricordato principalmente per il suo Gran dizionario piemontese-italiano, pubblicato nel 1859 e considerato il momento culminante della tradizione lessicografica piemontese.

## Opere
- Gran dizionario piemontese-italiano, 1859